# Szent Lajos-székesegyház (Párizs)
A Szent Lajos-katedrális, magyarul Invalidusok dómja (Saint-Louis des Invalides) néven is ismert, az Invalidusok épületegyüttes része.
Az Invalidusok háza (franciául: Les Invalides, más nevén: Hôtel national des Invalides vagy Hôtel des Invalides) egy épületegyüttes Párizs VII. kerületében, melyben jelenleg Franciaország hadtörténetéhez kapcsolódó emlékművek és múzeumok találhatóak.